# 반선섭
반선섭(潘先燮, 1959년 9월 25일~)은 대한민국의 경영학 박사이자, 교육자이다. 1976년 청주고등학교를 졸업하고, 1981년 한국항공대학교에서 학사 학위를 취득하고, 1983년과 1990년에 연세대학교에서 각각 경영학 석사, 박사 학위를 얻었다. 경영학 박사 과정 재학 시절인 1988년 강릉대학교 사회과학대학 회계학과 교수로 임용되었고, 회계학, 경영학관련 경력과, 강릉대학교 사회과학대학 교무과장 등의 과정을 거쳐 2016년 2월, 교육부의 제청과 대통령의 임명을 거쳐 제3대 국립강릉원주대학교 총장으로 임명되었다.

## 약력
- 1988년~국립강릉원주대학교 사회과학대학 회계학과 교수
- 1994년~1995년 강릉대학교 사회과학대학 교무과장
- 1997년~1998년 한국경영학회 감사
- 2000년~2001년 강릉대학교 영동산업문제연구소장
- 2001년~2003년 강릉대학교 학생처장
- 2005년~2014년 환경시설민자사업평가 위원
- 2006년~2015년 국가공무원 시험출제 위원 위촉 및 각종 자격시험 출제위원
- 2014년~2015년 한국회계학회 부회장
- 2016년~2024년 국립강릉원주대학교 총장

## 학력
- 1976년 청주고등학교 졸업
- 1977년 한국항공대학교 학부
- 1981년 연세대학교 대학원

## 학위
- 1981년 한국항공대학교 이학사
- 1983년 연세대학교 대학원 경영학 석사
- 1990년 연세대학교 대학원 경영학 박사

## 주요 저작
- 재무회계이론 (공저), 2017, 신영사
- 재무회계연습(객관식) (공저), 2006, 명경사
- IFRS 회계원리 (공저), 2014, 신영사
- 재무회계(K-IFRS 해설 중심의) (공저), 2016, 신영사
- 기업회계기준해설, 2001, 신영사

## 같이 보기
- 국립강릉원주대학교

## 참고 자료
- 한국대학신문 국립강릉원주대학교 반선섭 총장 프로필

| 전임 전방욱 | 제3·4대 국립강릉원주대학교 총장 2016년 2월 2일~2024년 4월 21일 | 후임 박덕영 |